# Gerhard Ritter
Gerhard Ritter (Bad Sooden-Allendorf, 6 d'abril de 1888 - Freiburg im Breisgau, 1 de juliol de 1967) fou un historiador alemany.
Les investigacions de Ritter es van centrar en la història política, història militar i història cultural d'Alemanya. Se li sol definir com un nacionalista conservador. Encara que va aprovar al règim nazi i la seua política exterior en els seus inicis, prompte es va allunyar d'ell i va entrar en el moviment eclesiàstic de resistència denominat Bekennende Kirche (Església Confessant). Va participar en l'atemptat de 1944 contra Hitler.
Ritter, un dels últims historiadors que poden considerar-se com a part del moviment intel·lectual denominat idealisme alemany, considera la història com un art.

## Obres
- Luther (1915)
- Stein. Eine politische Biographie (1931)
- Die Heidelberger Universität I (1936)
- Friedrich der Große (1936)
- Machtstaat und Utopie (1940)
- Die Weltwirkung der Reformation (1941)
- Die Dämonie der Macht (1947, 5ème édition du livre Machtstatt und Utopie)
- Vom sittlichen Problem der Macht (1948, 2ème édition 1961)
- Die Neugestaltung Deutschlands und Europas im 16. Jahrhundert (1950)
- Carl Friedrich Goerdeler und die deutsche Widerstandsbewegung (1954; 3ème édition 1956)
- Lebendige Vergangenheit (1958)
- Staatskunst und Kriegshandwerk. Das Problem des "Militarismus" in Deutschland. 4 vols. (1954-1968)